# Clasamentul pe medalii la Jocurile Olimpice de vară din 1912
Acestă listă este clasamentul pe medalii la Jocurile Olimpice de vară din 1912, cu toate țările care au cucerit medalii la Jocurile Olimpice de vară din 1912 de la Stockholm din perioada 5 mai – 27 iulie, la care au participat 2.408 sportivi din 28 de țări.

## Tabelul medaliilor
Ordinea țărilor din acest tabel este în conformitate cu regulile oficiale publicate în convenția COI și cu informațiile oferite de către Comitetul Olimpic Internațional. Așadar, primele țări sunt luate în ordinea numărului de medalii de aur. Apoi, sunt luate în considerare medaliile de argint, iar mai apoi cele de bronz. Dacă scorul este egal, țările sunt ordonate alfabetic.
Pentru a sorta acest tabel după o anumită coloană, apăsați pe iconița  de lângă titlul coloanei.
Legendă
      Țara gazdă
| Loc                | Țară                             | Aur | Argint | Bronz | Total |
| ------------------ | -------------------------------- | --- | ------ | ----- | ----- |
| 1                  | Statele Unite ale Americii (USA) | 25  | 19     | 19    | 63    |
| 2                  | Suedia (SWE)                     | 24  | 24     | 17    | 65    |
| 3                  | Marea Britanie (GBR)             | 10  | 15     | 16    | 41    |
| 4                  | Finlanda (FIN)                   | 9   | 8      | 9     | 26    |
| 5                  | Franța (FRA)                     | 7   | 4      | 3     | 14    |
| 6                  | Germania (GER)                   | 5   | 13     | 7     | 25    |
| 7                  | Africa de Sud (RSA)              | 4   | 2      | 0     | 6     |
| 8                  | Norvegia (NOR)                   | 4   | 1      | 4     | 9     |
| 9                  | Canada (CAN)                     | 3   | 2      | 3     | 8     |
| 9                  | Ungaria (HUN)                    | 3   | 2      | 3     | 8     |
| 11                 | Italia (ITA)                     | 3   | 1      | 2     | 6     |
| 12                 | Australasia (ANZ)                | 2   | 2      | 3     | 7     |
| 13                 | Belgia (BEL)                     | 2   | 1      | 3     | 6     |
| 14                 | Danemarca (DEN)                  | 1   | 6      | 5     | 12    |
| 15                 | Grecia (GRE)                     | 1   | 0      | 1     | 2     |
| 16                 | Imperiul Rus (RU1)               | 0   | 2      | 3     | 5     |
| 17                 | Austria (AUT)                    | 0   | 2      | 2     | 4     |
| 18                 | Olanda (NED)                     | 0   | 0      | 3     | 3     |
| Total (18 CON-uri) | Total (18 CON-uri)               | 103 | 104    | 103   | 310   |